# Исла (Муреш)
Исла (рум. Isla) насеље је у Румунији у округу Муреш у општини Ходоша. Oпштина се налази на надморској висини од 441 m.

## Становништво
Према подацима из 2002. године у насељу је живело 349 становника.

### Попис2002.
| Расподела становништва по националности 2002.‍ | Расподела становништва по националности 2002.‍ | Расподела становништва по националности 2002.‍ | Расподела становништва по националности 2002.‍ | Расподела становништва по националности 2002.‍ |
| --------------------------------------------- | --------------------------------------------- | --------------------------------------------- | --------------------------------------------- | --------------------------------------------- |
|                                               |                                               |                                               |                                               |                                               |
| Румуни                                        | Румуни                                        |                                               | 5                                             | 1,4%                                          |
| Мађари                                        | Мађари                                        |                                               | 270                                           | 77,4%                                         |
| Роми                                          | Роми                                          |                                               | 74                                            | 21,2%                                         |